# Subwoofer
En subwoofer er en højttalerenhed, der gengiver de dybe toner, typisk tonerne under 150 Hz. Fordelen ved brugen af subwoofer er man kan få et bedre lydbillede, især i basområdet, med en tilføjelse af én ekstra enhed. Man behøver nemlig ikke i basområdet to højttalere, da baslyden er næsten umulig at stedfæste, og derfor kan subwooferen placeres i lokalet hvor der er plads, og man nøjes med to mindre højttalere til dannelse af stereobilledet.
Subwooferen er ikke kun til de dybe toner men også med til at gøre en film livagtig og mere medrivende.[kilde mangler]
| Lyd og billede | Spire Denne artikel om billed- og lydteknologi er en spire som bør udbygges. Du er velkommen til at hjælpe Wikipedia ved at udvide den. |